# Rhizoplaca peltata
Rhizoplaca peltata är en lavart som först beskrevs av Louis François Ramond de Carbonnière, och fick sitt nu gällande namn av Leuckert & Poelt. Rhizoplaca peltata ingår i släktet Rhizoplaca och familjen Lecanoraceae.   Inga underarter finns listade i Catalogue of Life.